# Phrynopus heimorum
Phrynopus heimorum es una especie de ránidos de la familia Leptodactylidae.

## Distribución geográfica
Es  endémica de Perú.

## Estado de conservación
Se encuentra amenazada de extinción por la pérdida de su hábitat natural.